# Krzyż Lipca
Krzyż Lipca lub Order Krzyża Lipca (fr.: Croix de Juillet lub Ordre de la Croix de Juillet) – francuskie odznaczenie dla uczestników rewolucji lipcowej roku 1830, nadawane za zasługi w czasie "Trzech Dni Pełnych Chwały" (Les trois Glorieuses, 27, 28 i 29 lipca 1830), nadawane od 1831 do 1848 roku.

## Historia
Jednoklasowe odznaczenie, nazywane również orderem, zostało ustanowione 13 grudnia 1830 przez nowego króla Ludwika Filipa, który przybrał nawiązujący do tradycji XVIII-wiecznej rewolucji francuskiej tytuł "króla Francuzów". Order został nadany osobom z Paryża i Nantes, które szczególnie wyróżniły się w czasie walk z oddziałami wiernymi zdetronizowanemu królowi Karolowi X. Otrzymało go wiele znanych osobistości, jak Aleksander Dumas, Adolphe Thiers, generał Marie Joseph de La Fayette i François Arago. Nadano razem 1798 krzyży Paryżanom, poza tym 300 wojskowym i 68 mieszkańcom miasta Nantes.
Pół roku później, 13 maja 1831, stworzono związany z Krzyżem Lipca "Medal Lipca" (Médaille de Juillet), który otrzymało 3698 Paryżan i 65 obywateli miasta Nantes.
Przy dekorowaniu krzyżem odznaczeni musieli ślubować wierność królowi Francuzów, konstytucji królestwa i posłuszeństwo wobec jego praw (posiadacze medalu z przysięgi byli zwolnieni). Mieli prawo do wymagania honorów wojskowych na tej samej zasadzie jak kawalerowie Legii Honorowej.

## Insygnia
Oznaka Krzyża Lipca to trójramienny, emaliowany na biało krzyż maltański z emaliowanymi na zielono gałązkami dębowymi między ramionami. W złotym medalionie środkowym awersu znajduje się podobizna tzw. koguta galijskiego, otoczonego napisem "Patrie et Liberté" (Ojczyzna i Wolność) w czerwonym polu. Rewers występuje w dwóch odmianach: przy pierwszym modelu, nadawanym za Ludwika Filipa, znajdują się tam daty "27, 28, 29 Juillet" i "1830", otoczone napisem "Donné par le Roi des Français" (Nadany przez króla Francuzów), przy drugim modelu z czasów II republiki rewers nosi napis "Donné par la nation" (Nadany przez naród) i tylko jedną datę, 1830.
Krzyż był noszony na niebieskiej wstążce z dwiema obustronnymi pomarańczowymi bordiurami, jako zawieszka służyła korona muralna.
Medal Lipca (tylko srebrny) ukazywał na awersie Koguta galijskiego, otoczonego wieńcem laurowymi napisem "A ses défenseurs la Patrie reconaissante" (Swym obrońcom wdzięczna Ojczyzna), a na rewersie splecione wieńce laurowe i daty 27, 28, 29 Juillet, otoczone napisem "Patrie, Liberté" (Ojczyzna, Wolność). Medal noszony był na trójbarwenj wstążce w barwach francuskiej Tricolore.